# Pfälzische Nr. 1 bis 8, 21
Die Dampflokomotiven mit den Betriebsnummern 1–8 und 21 waren Lokomotiven der Pfälzischen Ludwigsbahn. Sie waren die ersten für diese Gesellschaft gefertigte Lokomotiven. Die ab 1846 gefertigten Lokomotiven wurden bis 1883 ausgemustert.

## Geschichte
In den Jahren 1846 und 1847 beschaffte die Pfälzische Ludwigsbahn-Gesellschaft als erste Lokomotiven für ihren Fahrzeugpark je zwei Lokomotiven von der Maschinenfabrik Emil Keßler in Esslingen. 1847 wurden zusätzlich vier baugleiche Lokomotiven von Maffei erworben. 1851 folgte noch die neunte Lokomotive KÖNIG LUDWIG, wiederum von Keßler mit der Fabriknummer 200. Diese erhielt die Bahnnummer 21. Die ersten vier gelieferten Lokomotiven wurden 1879 ausgemustert. Die KÖNIG LUDWIG war bis 1883 im Dienst.
| Betriebsnummer | Name         | Baujahr | Hersteller |
| -------------- | ------------ | ------- | ---------- |
| 1              | HAARDT       | 1846    | Keßler     |
| 2              | VOGESUS      | 1846    | Keßler     |
| 3              | DENIS        | 1847    | Keßler     |
| 4              | ALWENS       | 1847    | Keßler     |
| 5              | HUMMEL       | 1847    | Maffei     |
| 6              | RHEIN        | 1847    | Maffei     |
| 7              | LAUTER       | 1847    | Maffei     |
| 8              | QUEICH       | 1847    | Maffei     |
| 21             | KÖNIG LUDWIG | 1851    | Keßler     |

## Konstruktive Merkmale
Die Lokomotiven verfügten über einen innenliegenden Gabelrahmen.
Die Lokomotiven Nr. 1 bis 8 hatten einen Longboilerkessel ohne Dampfdom war mit einer überhängenden Stehkessel versehen. Der Stehkessel besaß eine Vierseitkuppel. Auf dem Kessel saßen zwei Federwaagventile. Die Maschine Nr. 21 hatten einen Keßler-Patentkessel (Birnenkessel). Der etwas erhöhte Stehkessel hatte einen kleinen Dampfdom. Der Patentkessel wurde jedoch später durch einen Kessel in normaler Bauweise ersetzt. Der Langkessel war mit Holz verkleidet. Die Kesselspeisepumpen wurden durch Gegenkurbeln angetrieben.
Die Lokomotiven von Keßler und Maffei unterschieden sich vor allem in der Anordnung und Steuerung des Reglers. Bei den von Keßler gelieferten Lokomotiven lag der Regler in der Rauchkammer und wurde durch einen Außenzug vom Führerstand aus gesteuert. Bei den Maffei-Lokomotiven lag der Reglerhebel in der rechten Wand der Stehkesselkuppel.
Bei der Ablieferung lagen die drei Radsätze zentral unter dem Kessel. Dadurch kam es zu Nickbewegungen. Aus diesem Grunde verlegte man die hintere Laufachse um 12,7 cm nach hinten und vergrößerte den Gesamtradstand. Die Laufräder wurden durch auf den Umläufen liegenden Blattfederpaketen abgefedert.
Das  außenliegende Zweizylinder-Naßdampftriebwerk war waagerecht angeordnet und besaß eine innenliegende Stephenson-Steuerung.
Die Spindelhandbremse befand sich am Tender und wirkte auf Tenderradsätze. Das Führerhaus bestand aus einem Windschild das nach oben und zur Seite verlängert wurde. Die Puffer bestanden aus Holz. Der Sandkasten lag bei der Ablieferung vor dem Treibradsatz unter dem Kessel. Ende der 1860er Jahre wurde er auf den Kessel versetzt.
Die Lokomotiven hatten einen hohen Blechschornstein. Der Schornstein der Lokomotive Nr. 21 mit Kelchkranz wurde beim Kesseltausch durch einen in aktueller Bauform ersetzt.